# زرنجان
زرنجان،روستایی زیبا از توابع بخش مرکزی شهرستان گلپایگان
در استان اصفهان ایران است این روستا یک روستای نسبتا بزرگ در شهرستان گلپایگان میباشد که مسیر دو شهر گوگد و گلشهر قرار دارد و بیشتر مردم آن به کشاورزی و دامداری مشغول هستند و پیشرفت در این روستا بسیار چشم گیر می باشد و مردمانی خونگرم و مهمان نواز دارد و بسیار خلاق و خوش فکر می باشند

## جمعیت
این روستا در دهستان نیوان قرار دارد و براساس سرشماری مرکز آمار ایران در سال ۱۳۹۰، جمعیت آن200 نفر  بوده‌است.